# Bamazomus bamaga
Espèce
Bamazomus bamaga est une espèce de schizomides de la famille des Hubbardiidae.

## Distribution
Cette espèce est endémique du Queensland en Australie,. Elle se rencontre vers Bamaga, Lockerbie et sur Muralug.

## Description
La femelle holotype mesure 3,40 mm et le mâle paratype 3,30 mm.

## Étymologie
Son nom d'espèce lui a été donné en référence au lieu de sa découverte, Bamaga.

## Publication originale
- Harvey, 1992 : The Schizomida (Chelicerata) of Australia. Invertebrate Taxonomy, vol. 6, no 1, p. 77-129.